# الجياهنة (السهول)
الجياهنة هي إحدى مشيخات المملكة المغربية، تتبع جغرافيا لعمالة سلا وإداريًا لالسهول. يقدر عدد سكانها بـ 5500 نسمة حسب الإحصاء الرسمي للسكان والسكنى لسنة 2004.